# Press the Eject and Give Me the Tape
Press the Eject and Give Me the Tape je první koncertní album britské gothic rockové skupiny Bauhaus, vydané v roce 1982 u vydavatelství Beggars Banquet Records. Nahráno bylo během tří koncertů; první proběhl 31. října 1981 v Royal Court Theatre v Liverpool, druhý 9. listopadu 1981 v Hammersmith Palais v Londýně a třetí 24. února 1982 v Old Vic v Londýně. V roce 1988 vyšlo album v reedici. Bylo doplněno o šest bonusových písní, přičemž většina byla nahrána v Le Rose Bon Bon v Paříži a jedna ve Fagins v Manchesteru.

## Seznam skladeb
Autory všech skladeb jsou členové skupiny Bauhaus, pokud není uvedeno jinak.
| Strana 1 (LP) | Strana 1 (LP)                            | Strana 1 (LP)                                       | Strana 1 (LP) |
| Pořadí        | Název                                    | Nahráno                                             | Délka         |
| ------------- | ---------------------------------------- | --------------------------------------------------- | ------------- |
| 1.            | In the Flat Field                        | 24. února 1982 (Old Vic, Londýn)                    | 4:27          |
| 2.            | Rose Garden Funeral of Sores (John Cale) | 24. února 1982 (Old Vic, Londýn)                    | 5:14          |
| 3.            | Dancing                                  | 31. října 1981 (The Royal Court Theatre, Liverpool) | 2:33          |
| 4.            | The Man With X-Ray Eyes                  | 9. listopadu 1981 (Hammersmith Palais, Londýn)      | 3:41          |
| 5.            | Bela Lugosi's Dead                       | 24. února 1982 (Old Vic, Londýn)                    | 9:35          |

| Strana 2 (LP) | Strana 2 (LP)      | Strana 2 (LP)                                       | Strana 2 (LP) |
| Pořadí        | Název              | Nahráno                                             | Délka         |
| ------------- | ------------------ | --------------------------------------------------- | ------------- |
| 6.            | The Spy in the Cab | 31. října 1981 (The Royal Court Theatre, Liverpool) | 4:06          |
| 7.            | Kick in the Eye    | 31. října 1981 (The Royal Court Theatre, Liverpool) | 3:38          |
| 8.            | In Fear of Fear    | 31. října 1981 (The Royal Court Theatre, Liverpool) | 2:52          |
| 9.            | Hollow Hills       | 24. února 1982 (Old Vic, Londýn)                    | 4:12          |
| 10.           | Stigmata Martyr    | 31. října 1981 (The Royal Court Theatre, Liverpool) | 3:35          |
| 11.           | Dark Entries       | 31. října 1981 (The Royal Court Theatre, Liverpool) | 4:29          |

| Bonusy na reedici | Bonusy na reedici              | Bonusy na reedici                         | Bonusy na reedici |
| Pořadí            | Název                          | Nahráno                                   | Délka             |
| ----------------- | ------------------------------ | ----------------------------------------- | ----------------- |
| 12.               | Terror Couple Kill Colonel     | 3. prosince 1981 (Le Rose Bon Bon, Paříž) | 3:41              |
| 13.               | Double Dare                    | 3. prosince 1981 (Le Rose Bon Bon, Paříž) | 5:48              |
| 14.               | In the Flat Field              | 3. prosince 1981 (Le Rose Bon Bon, Paříž) | 4:14              |
| 15.               | Hair of the Dog                | 3. prosince 1981 (Le Rose Bon Bon, Paříž) | 2:48              |
| 16.               | Of Lillies and Remains         | 3. prosince 1981 (Le Rose Bon Bon, Paříž) | 3:28              |
| 17.               | Waiting for the Man (Lou Reed) | 28. října 1981 (Fagins, Manchester)       | 4:48              |

## Obsazení
- Peter Murphy – zpěv, kytara
- Daniel Ash – kytara
- David J – baskytara
- Kevin Haskins – bicí, perkuse

&
- Nico – zpěv v „Waiting for the Man“